# Blowing Kisses in the Wind
Blowing Kisses in the Wind è un brano musicale di Paula Abdul, pubblicato nel 1991 come terzo singolo tratto dal suo secondo album Spellbound.

## Successo
Il brano fu l'ottavo e ultimo fra quelli della cantante ad entrare nella top 10 della Billboard Hot 100.

## Classifiche
| Classifica (1991)     | Posizione |
| --------------------- | --------- |
| Usa Billboard Hot 100 | 6         |
| Canada                | 4         |